# Dorcadion lugubre
Dorcadion lugubre es una especie de coleóptero de la familia de los cerambícidos.

## Distribución
Se encuentra en Grecia, Bulgaria, Albania y Macedonia del Norte.